# Metamoderne
Die Metamoderne als Begriff entwickelte sich zuerst unabhängig voneinander in verschiedenen Diskursen in Kultur- und Sozialwissenschaften sowie Philosophie. Inzwischen bezeichnet der Begriff auch eine sich derzeit herausbildende neue Kultur und Epoche, welche zwischen Aspekten der Moderne und der Postmoderne vermittelt, beider Vereinseitigungen bzw. Verdrängungen vermeidet und ihre progressiven Züge integriert. In diesem Sinne geht die Metamoderne über die Moderne und Postmoderne sowie beider Krisen hinaus und eröffnet neue Entwicklungspotenziale von Kultur, Wissenschaft, Wirtschaft und Gesellschaft.

## Frühe Verwendungen
Der Begriff „Metamodern“ tauchte bereits 1975 auf, als der Gelehrte Mas'ud Zavarzadeh damit eine Gruppe literarischer Techniken beschrieb, die seit Mitte der 1950er Jahre in amerikanischen Literaturerzählungen auftauchten.
1999 verwendete Moyo Okediji den Begriff „metamodern“ und wandte ihn auf zeitgenössische afroamerikanische Kunst an, die eine „Erweiterung und Herausforderung zum Modernismus und Postmodernismus darstellt“.
Im Jahr 2002 definierte Andre Furlani bei der Analyse der literarischen Werke von Guy Davenport Metamodernismus als „eine Ästhetik, die ‚nach‘ und doch ‚mittels‘ des Modernismus entsteht […]   ein Aufbruch und eine Fortsetzung.“ Im Jahr 2007 beschrieb Alexandra Dumitrescu Metamodernismus als eine neue Tendenz teils eine Übereinstimmung mit, teils eine Entstehung aus und teils eine Reaktion auf den Postmodernismus, welche „die Idee vertritt, dass nur in ihrer Verbindung und kontinuierlichen Überarbeitung die Möglichkeit liegt, die Natur zeitgenössischer kultureller und literarischer Phänomene zu erfassen.“

## Vermeulen und van den Akker
Die Kulturwissenschaftler Timotheus Vermeulen und Robin van den Akker trugen 2010 mit einem Aufsatz „Anmerkungen zum Metamodernismus“ maßgeblich zur Herausbildung des Begriffs Metamodernismus bzw. Metamoderne bei.
Ihnen zufolge kann die metamoderne Sensibilität „als eine Art informierte Naivität, ein pragmatischer Idealismus“ verstanden werden, der für kulturelle Reaktionen auf jüngste globale Ereignisse wie den Klimawandel, die Finanzkrise, politische Instabilität und die digitale Revolution charakteristisch ist.
Sie prognostizieren, dass „die postmoderne Kultur des Relativismus, der Ironie und der Pastiche“ vorbei sei und durch eine Sensibilität ersetzt wird, die Engagement, Affekt und Geschichtenerzählen durch „ironische Aufrichtigkeit“ betont. 

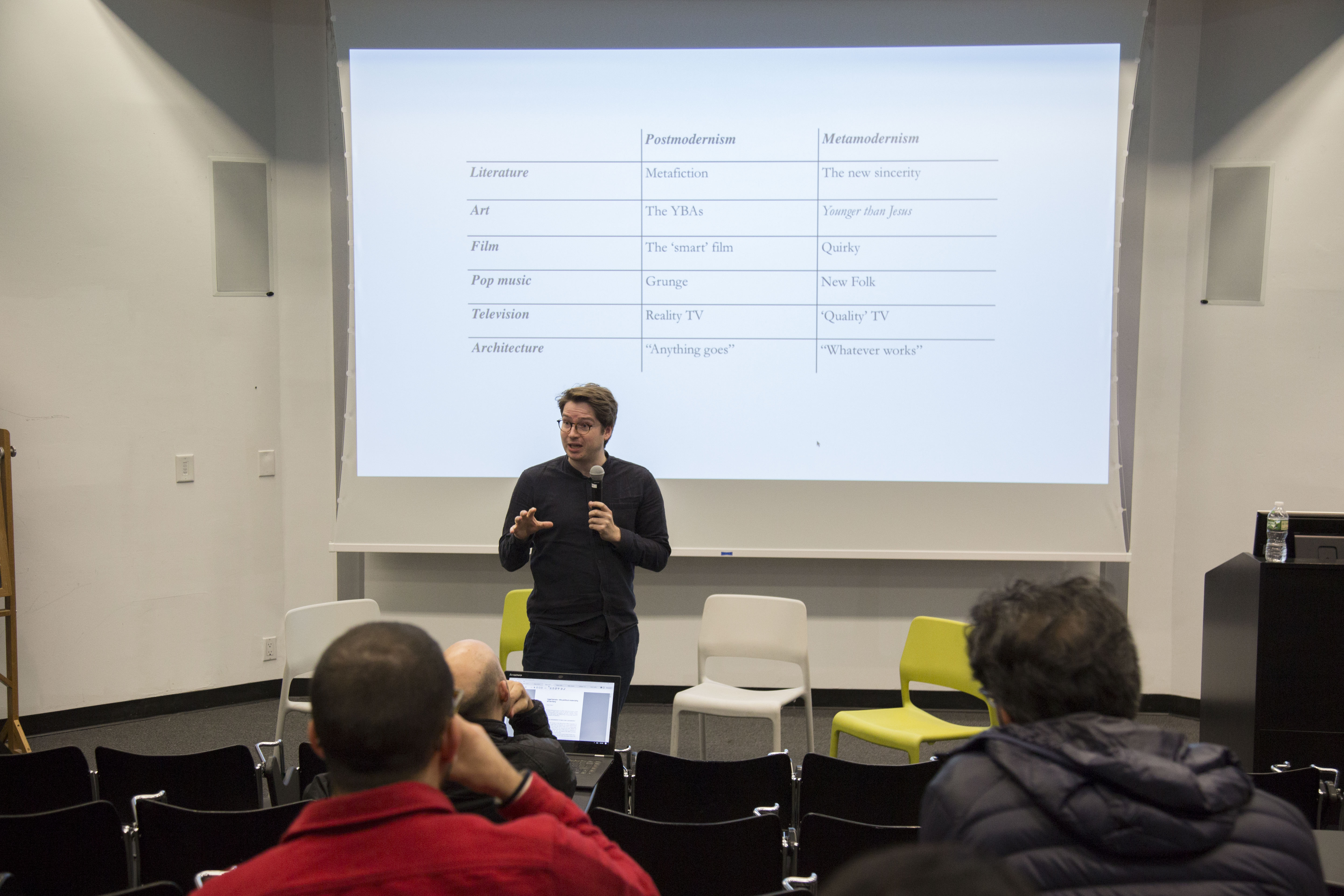
Timotheus Vermeulen at the Between Irony and Sincerity Lecture at Columbia GSAPP

Das Präfix „meta-“ bezieht sich dabei nicht auf irgendein nachdenkliches weltabgewandtes Grübeln, sondern auf Platons Begriff „Metaxie“, welcher eine Bewegung zwischen (Meta-)entgegengesetzten Polen sowie über (Meta-)Pole hinaus bezeichnet. Sie beschreiben den Metamodernismus als „Gefühlsstruktur“, die zwischen Modernismus und Postmoderne oszilliert wie „ein Pendel, das zwischen unzähligen Polen schwingt“.
„Ontologisch“, schreiben sie, „oszilliert die Metamoderne zwischen Moderne und Postmoderne. Sie oszilliert zwischen modernem Enthusiasmus und postmoderner Ironie, zwischen Hoffnung und Melancholie, zwischen Naivität und Wissen, Empathie und Apathie, Einheit und Pluralität, Totalität und Fragmentierung, Reinheit und Mehrdeutigkeit.“ Für die metamoderne Generation sind laut Vermeulen Metanarrative als große Erzählungen ebenso notwendig wie problematisch. Hoffnung ist nicht einfach etwas, dem man misstrauen kann; und Liebe ist nicht unbedingt etwas, das man lächerlich machen muss.
Als ein Schlüsselmerkmal des Metamodernismus wird die Neubelebung von Zügen der Romantik und deren besonderer Sensibilität postuliert. Vermeulen und van den Akker beobachten das in der Architektur von Herzog & de Meuron und in den Werken von Künstlern wie Bas Jan Ader, Peter Doig, Olafur Eliasson, Kaye Donachie, Charles Avery und Ragnar Kjartansson. In der neoromantischen Sensibilität des Metamodernismus erkennen sie auch eine Neuverbindung des Alltäglichen mit Sinn und Bedeutungstiefe, des Gewöhnlichen mit dem Mysterium, des Vertrauten mit dem Außergewöhnlichen und des Endlichen mit dem Unendlichen. Auf diese Weise versuchen Künstler, wesentliche Dimensionen von Zukunft neu wahrzunehmen und kreativ auszudrücken, die sowohl in der modernen als auch der postmodernen Kultur und Kunst weitgehend aus den Augen verloren wurden.

## Metamodernismus in den Künsten
Seit dem bahnbrechenden Aufsatz von Vermeulen und van den Akker aus dem Jahr 2010 gibt es immer mehr Beiträge von Künstlern und Kulturwissenschaftlern zu einer metamodernen Ästhetik.
Es wurden mehrere Ausstellungen zum Thema Metamodernismus veranstaltet. Im November 2011 veranstaltete das Museum of Arts and Design in New York eine Ausstellung mit dem Titel „No More Modern: Notes on Metamodernism“. Im März 2012 kuratierte die Galerie Tanja Wagner in Berlin in Zusammenarbeit mit Vermeulen und van den Akker die Ausstellung „Discussing Metamodernism“. Diese zeigte die Arbeiten von Ulf Aminde, Yael Bartana, Monica Bonvicini, Mariechen Danz, Annabel Daou, Paula Doepfner, Olafur Eliasson, Mona Hatoum, Andy Holden, Sejla Kameric, Ragnar Kjartansson, Kris Lemsalu, Issa Sant, David Thorpe, Angelika J. Trojnarski, Luke Turner und Nastja Säde Rönkkö.
Die dem Metamodernismus gewidmete Ausgabe 2013 der „American Book Review“ enthielt eine Reihe von Essays, in denen Autoren wie Roberto Bolaño, Dave Eggers, Jonathan Franzen, Haruki Murakami identifiziert wurden, Zadie Smith und David Foster Wallace als Metamodernisten.
In seinem vierten Roman „More Deaths than One“, der 2014 veröffentlicht wurde, untersuchte der neuseeländische Schriftsteller und Singer-Songwriter Gary Jeshel Forrester den Metamodernismus durch eine Suche nach den Wurzeln von David Foster Wallace in Zentral-Illinois während der Zeit einer pikaresken Reise nach Amerika. Darin schrieb Forrester: „die metamodernistische Theorie schlägt vor, die postmoderne Lücke mit einer Synthese der beiden Vorgänger aus dem 20. Jahrhundert – Modernismus und Postmodernismus – zu füllen. Im neuen Paradigma haben Metaphysik, Erkenntnistheorie und Ontologie alle ihren Platz, aber das übergeordnete Anliegen gilt einer weiteren Abteilung der Philosophie – der Ethik. Es ist in Ordnung, nach Werten und Sinn zu suchen, auch wenn wir weiterhin skeptisch sind.“
Im Jahr 2017 veröffentlichten Vermeulen und van den Akker zusammen mit Allison Gibbons „Metamodernism: Historicity, Affect and Depth After Postmodernism“, eine herausgegebene Sammlung von Aufsätzen, die den Begriff des Metamodernismus in verschiedenen Bereichen der Kunst und Kultur untersuchen. Einzelne Kapitel befassen sich mit der Metamoderne in Bereichen wie Film, Belletristik, Kunsthandwerk, Fernsehen, Fotografie und Politik. Zu den Mitwirkenden zählen die drei Herausgeber James MacDowell, Josh Toth, Jöog Heiser, Sjoerd van Tuinen, Lee Konstantinou, Nicole Timmer, Gry C. Rustad, Kuy Hanno Schwind, Irmtraud Huber, Wolfgang Funk, Sam Browse, Raoul Eshelman, und James Elkins.
Seit 2018 finanziert der britische Arts and Humanities Research Council (AHRC) ein Metamodernismus-Forschungsnetzwerk. Das Netzwerk war Gastgeber mehrerer internationaler Symposien und Konferenzen.

## Metamoderne Ansätze in der Soziologie
Auch wenn der Begriff der Metamoderne erst in den letzten Jahrzehnten zunehmend Bedeutung gewinnt, finden sich Qualitäten metamodernen Denkens bereits bei den Gründern moderner Soziologie. Ferdinand Tönnies, Max Weber und Georg Simmel verstanden Soziologie auf je ihre Weise als Theorie der Gesellschaft, die immer auch in über soziale Beziehungen in engeren Sinne hinaus gehende Bezüge von Anthropologie, Psychologie, Geschichte, Philosophie etc. eingebunden ist. In Unterschied zu späteren Theoretikern der modernen Soziologie scheuten sie sich dabei auch nicht, über konkret erfassbare Tatbestände hinausgehende soziale Dimensionen bzw. Begriffe wie Gemeinschaft, Seele oder Geist zu verwenden.
Explizite Selbstvergewisserungen metamoderner Soziologie entwickeln sich jedoch erst seit wenigen Jahren. In einer Anthologie über metamodernes Denken aus dem Jahr 2021 mit dem Titel „Metamodern Sociology: An Ironically Sincere Invitation to Future Scholars“ skizziert der Soziologe Daniel Görtz die Konturen eines postpostmodernen, multiperspektivischen, kurz metamodernen soziologischen Ansatzes. Dieser Entwurf einer metamodernen Soziologie geht über die einfache Relativierung von Weltanschauungen durch die postmoderne Soziologie hinaus (z. B. durch die Hinwendung zum Sozialkonstruktivismus und der Machtanalyse) und versucht eine übergeordnete Analyse darüber, „wie sich solche Weltanschauungen zueinander verhalten“.
Görtz schreibt: „Es ist ein Grundsatz der metamodernen Soziologie, dass Perspektiven nicht willkürlich geordnet sind, sondern dass sie in erkennbaren Mustern auftauchen. Eine poststrukturalistische Literaturkritik ist nie in einer Stammesgesellschaft ohne Schrift entstanden; die Quantentheorie ist nie in einer traditionellen, vormodernen Gesellschaft entstanden. Aus diesem Grund sucht eine metamoderne Soziologie immer nach sinnvollen erklärenden Entwicklungssequenzen und setzt diese auf einer Art Entwicklungsskala in Beziehung zueinander. Jede Stufe muss in klar definierbaren Begriffen entweder ‚komplexer‘ als die erstere sein, oder zumindest ein Minimum, vom ersteren abgeleitet und qualitativ verschieden sein.“

## Interdisziplinäre Entwicklungen der Metamoderne
Zunehmend verstärkt sich auch die fachübergreifende Vernetzung, Verständigung und Reflexion der verschiedenen Facetten der Metamoderne. Künstlerische und kulturwissenschaftliche, soziologische, psychologische, philosophische, wirtschaftswissenschaftliche etc. Vordenkerinnen und Weiterdenker, Journalistinnen und Praktiker der Metamoderne tauschen sich aus, lernen voneinander und entwickeln miteinander interdisziplinäre Überblickswerke und Webplattformen.
Im Jahr 2019 veröffentlichte Lene Rachel Andersen ihr Buch „Metamodernity: Meaning and Hope in a Complex World“, in dem sie behauptet: „Die Metamoderne bietet uns einen Rahmen, um uns selbst und unsere Gesellschaften auf eine viel komplexere Art und Weise zu verstehen. Es enthält sowohl indigene als auch vormoderne, moderne und postmoderne kulturelle Elemente und bietet somit gleichzeitig soziale Normen und ein moralisches Gefüge für Intimität, Spiritualität, Religion, Wissenschaft und Selbsterforschung.“
Im Jahr 2021 veröffentlichte Perspectiva Press „Metamodernity: Dispatches from a Time Between Worlds“, eine Sammlung von Essays über Metamodernismus und Gesellschaft von Jonathan Rowson und anderen.
Während die frühen Entwicklungen und Veröffentlichungen zur Metamoderne vorwiegend im englischsprachigen, niederländischen oder nordeuropäischen Raum geschahen, erschien 2024 auch das erste deutschsprachige Grundlagenwerk zur Metamoderne.
Herausgegeben durch den Kulturphilosophen Maik Hosang und den Neurobiologen Gerald Hüther entfalten darin Human-, Wirtschafts- und Sozialwissenschaftler, Organisationsentwickler und andere ein sowohl fachlich untersetztes als auch miteinander denkendes und wirkendes Gesamtbild der neueren metamodernen Denkansätze, Entwicklungen und Perspektiven. 